# Дидрих Бејдер
Карл Дидрих Бејдер (енгл. Karl Diedrich Bader; рођен 24. децембра 1966. у Александрији), амерички је филмски, ТВ и гласовни глумац и комичар.
Познат по улогама у пародијским комедијама Канцеларијски простор, Упознај Спартанце, Грицни ме и Игре гладовања.
Давао је глас у анимираним филмовима Херкул, Ледено доба, Муња, Трансформерси: Земаљска искра и Папир, Камен, Маказе.